# European Extremely Large Telescope
Extremely Large Telescope (ELT) (tidigare European Extremely Large Telescope, E-ELT) är ett ytterst stort spegelteleskop som just nu byggs av Europeiska sydobservatoriet på toppen av berget Cerro Armazones i norra Chile. Teleskopet ska få en aperturdiameter på 39 meter och en ljusupptagande yta om 978 m², vilket kommer att göra det till världens största teleskop för synligt och infrarött ljus. Byggstarten ägde rum i juni 2014 och enligt planen ska det stå klart för observationer år 2024.[uppföljning saknas]
Projektet är Europeiska sydobservatoriets bidrag till nästa generation av optiskt teleskop som del i dess strategiska plan fram till 2020 och har givits högsta prioritet. Slutligt beslut om satsningen, vars totalkostnad beräknas bli omkring en miljard euro, togs 2012.

## Design
ELT är ett optiskt reflektorteleskop där den primära spegeln är sammansatt av 798 sexkantiga segment. Spegeln ska bli 39,3 m i diameter med en ljusupptagande yta om 978 m². Ovanför denna enorma reflektor skall en 4,2 meter diameters sekundär spegel finnas. Konstruktionen kommer att samla 15 gånger mer ljus än de största optiska teleskop som fanns vid tiden för ELT:s utveckling. Som jämförelse har Gran Telescopio Canarias, ett av de största markbaserade teleskopen som redan idag är i bruk, en ljusupptagande yta på 74 m². Det beräknas att ELT skall kunna observera universum betydligt mer detaljerat än Hubble-teleskopet, genom att ta bilder som är 15 gånger skarpare.

## Vetenskapliga mål
ELT:s främsta mål kommer att bli att söka efter extrasolära planeter, det vill säga planeter som kretsar runt andra stjärnor. Teleskopet ska ha förmågan att upptäcka planeter med en storlek motsvarande jordens genom indirekta mätningar av de vaggande rörelser stjärnor uppvisar på grund av att planeter kretsar kring dem, men också ge direkta bilder av extrasolära jätteplaneter. Kanske blir det möjligt för ELT att karaktärisera större exoplaneters atmosfärer, och att också ge direkta bilder av planeter av jordens storlek.

## Referenslitteratur
- An Expanded View of the Universe: Science with the E-ELT, ESO-publikation om 50 sidor A4 (2010). [4]